# Liste der Wappen in der Metropolitanstadt Mailand (N–Z)
Die Liste der Wappen in der Metropolitanstadt Mailand (N-Z) beinhaltet alle in der Wikipedia gelisteten Wappen der Orte mit dem Anfangsbuchstaben N bis Z in der Metropolitanstadt Mailand in der Region Lombardei in Italien. In dieser Liste werden die Wappen mit dem Gemeindelink angezeigt.

## Wappen in der Metropolitanstadt Mailand

Metropolitanstadt Mailand
Lage der Metropolitanstadt Mailand in Italien

## Wappen der Gemeinden der Metropolitanstadt Mailand A bis M
- Liste der Wappen in der Metropolitanstadt Mailand (A–M)

## Wappen der Gemeinden der Metropolitanstadt Mailand N bis Z

Nerviano
Nosate
Novate Milanese
Noviglio
Opera
Ossona
Ozzero
Paderno Dugnano
Pantigliate
Parabiago
Paullo
Pero
Peschiera Borromeo
Pessano con Bornago
Pieve Emanuele
Pioltello
Pogliano Milanese
Pozzo d’Adda
Pozzuolo Martesana
Pregnana Milanese
Rescaldina
Rho
Robecchetto con Induno
Robecco sul Naviglio
Rodano
Rosate
Rozzano
San Colombano al Lambro
San Donato Milanese
San Giorgio su Legnano
San Giuliano Milanese
San Vittore Olona
San Zenone al Lambro
Santo Stefano Ticino
Sedriano
Segrate
Senago
Sesto San Giovanni
Settala
Settimo Milanese
Solaro
Trezzano Rosa
Trezzano sul Naviglio
Trezzo sull’Adda
Tribiano
Truccazzano
Turbigo
Vanzaghello
Vanzago
Vaprio d’Adda
Vermezzo con Zelo
Vernate
Vignate
Villa Cortese
Vimodrone
Vittuone
Vizzolo Predabissi
Zibido San Giacomo